# Colonia Latinoamericana
Colonia Latinoamericana är en ort i Mexiko.   Den ligger i kommunen León och delstaten Guanajuato, i den centrala delen av landet, 300 km nordväst om huvudstaden Mexico City. Colonia Latinoamericana ligger 1 779 meter över havet och antalet invånare är 1 972.
Terrängen runt Colonia Latinoamericana är huvudsakligen platt, men åt nordväst är den kuperad. Runt Colonia Latinoamericana är det tätbefolkat, med 683 invånare per kvadratkilometer. Närmaste större samhälle är León de los Aldama, 11,5 km norr om Colonia Latinoamericana. Omgivningarna runt Colonia Latinoamericana är en mosaik av jordbruksmark och naturlig växtlighet.